# Testa di Cane
La Testa di Cane (in francese Tête de Chien) è un promontorio con un'altitudine di 550 metri situato in Francia nel comune di La Turbie, nel dipartimento delle Alpi Marittime. Domina insieme al monte Agel il paesaggio del principato di Monaco.
La Testa di Cane ha fatto perdere molta della sua importanza strategica alla fortezza di Monaco nel corso del XVIII secolo: con il progresso tecnico (artiglieria di tipo Gribeauval costruita da Jean-Baptiste Vaquette de Gribeauval, ecc.), una batteria installata sul promontorio poteva dominare il piccolo Principato. 
Secondo quanto riportato dal diplomatico americano Samuel Sullivan Cox nel suo libro di viaggio del 1870, il nome del promontorio deriverebbe dall'occitano Tete de Camp, ovvero "estremità del campo militare", in riferimento al luogo in cui Cesare stabilì il quartier generale delle sue legioni dopo la conquista della Gallia.

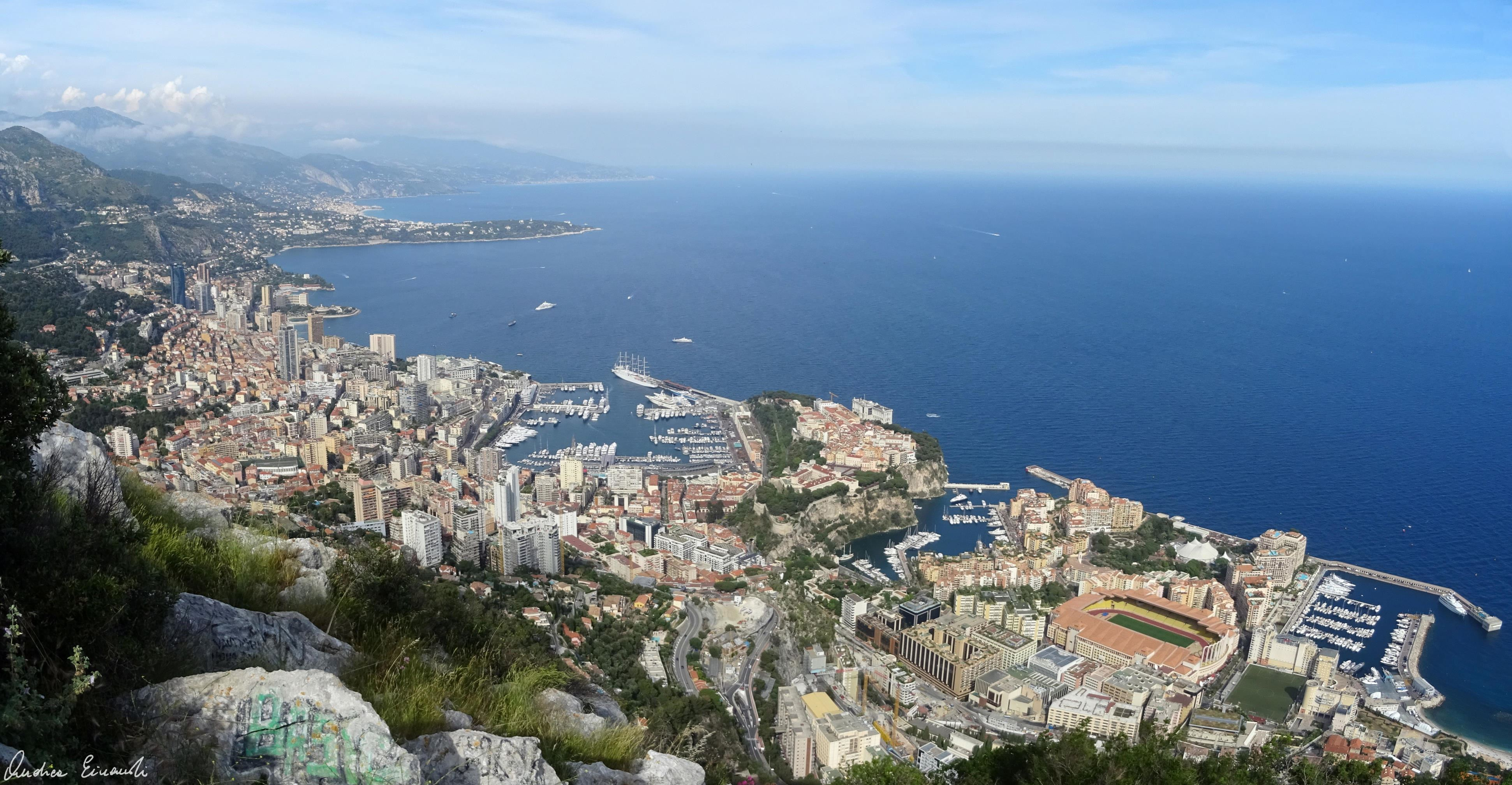
Il Principato di Monaco visto dalla Testa di Cane (alta risoluzione)